# Coraebosoma mindoroense
Coraebosoma mindoroense – gatunek chrząszcza z rodziny bogatkowatych, podrodziny Agrilinae i plemienia Coraebini.

## Taksonomia
Gatunek ten został opisany w 2002 roku przez Sadahiro Ohmomo. Nazwa gatunkowa pochodzi od lokalizacji typowej.

## Opis
Wśród przedstawicieli rodzaju Coraebosoma chrząszcz ten wyróżnia się czarnym oskórkiem, przednio-bocznym obszarem przedpiersia wklęśniętym oraz brzuszną i grzbietową powierzchnią miejscami ozdobioną kropkami lub łatkami białych szczecinek, przy pozostałej powierzchni gładkiej.

## Występowanie
Gatunek ten jest endemitem Filipin, znanym dotąd jedynie z wyspy Mindoro.